# Dibromantantron

Dibromantantron
(Vat Orange 3, Pigment Red 168)

Dibromantantron, även dibromantron, Pigment Red 168 (C.I. 59300), är ett orange-rött, scharlakansrött pigment i gruppen antrakinoner. Det finns i vissa konstnärsfärger med beskrivande namn som "klarröd", "brilliant red", "brilliant orange" och "scarlet red". Det är också ett av de pigment som normalt ingår i färgtillverkarnas brytsystem för målarfärg.
Dibromantantron framställdes först 1913, då som kypfärgämne, C.I. Vat Orange 3.